# Squire Point
Der Squire Point ist eine Landspitze an der Nordküste Südgeorgiens. Im Prince Olav Harbour markiert sie die Nordseite der Einfahrt zur East Bay.
Der Name der Landspitze ist erstmals auf einer Landkarte der britischen Admiralität aus dem Jahr 1938 verzeichnet. Der weitere Benennungshintergrund ist nicht überliefert.